# کوچک‌پشکل‌مگس‌واران
کوچک‌پشکل‌مگس‌واران (نام علمی: Sphaeroceroidea) نام یک بالاخانواده از راسته مگس است.